# Liudvikas Žukauskas
Liudvikas Žukauskas (* 15. Dezember 1952 in Bolschaja Kosul, Rajon Bogotol, Region Krasnojarsk) ist ein litauischer Politiker.

## Leben
Seine Eltern wurden nach Sibirien deportiert. 1957 kam die Familie nach Litauen. Von 1959 bis 1970 machte Liudvikas die Abitur an der Mittelschule Skuodas und 1975 absolvierte das Diplomstudium der Hydrotechnik an der Lietuvos žemės ūkio akademija.
Von 1975 bis 1976 arbeitete er als wissenschaftlicher Mitarbeiter. Von 1992 bis 1997 war er Direktor bei UAB „Pleištas“. Von 1997 bis 2007 war er Bürgermeister der Rajongemeinde Skuodas. 
Er war Mitglied der Lietuvos krikščionių demokratų partija, der Lietuvos krikščionys demokratai und Tėvynės sąjunga - Lietuvos krikščionys demokratai.
Er ist verheiratet. Mit Frau Zita Žukauskienė hat er die Tochter Virgilija Samauskienė (* 1976) und den Sohn Vilmantas Žukauskas (* 1980).

## Quelle
- 2011 m. Lietuvos savivaldybių tarybų rinkimai (Seite nicht mehr abrufbar, festgestellt im Oktober 2018. Suche in Webarchiven)

| Personendaten    | Personendaten                                      |
| ---------------- | -------------------------------------------------- |
| NAME             | Žukauskas, Liudvikas                               |
| KURZBESCHREIBUNG | litauischer Politiker                              |
| GEBURTSDATUM     | 15. Dezember 1952                                  |
| GEBURTSORT       | Bolschaja Kosul, Rajon Bogotol, Oblast Krasnojarsk |